# Joan Hanham, Baroness Hanham

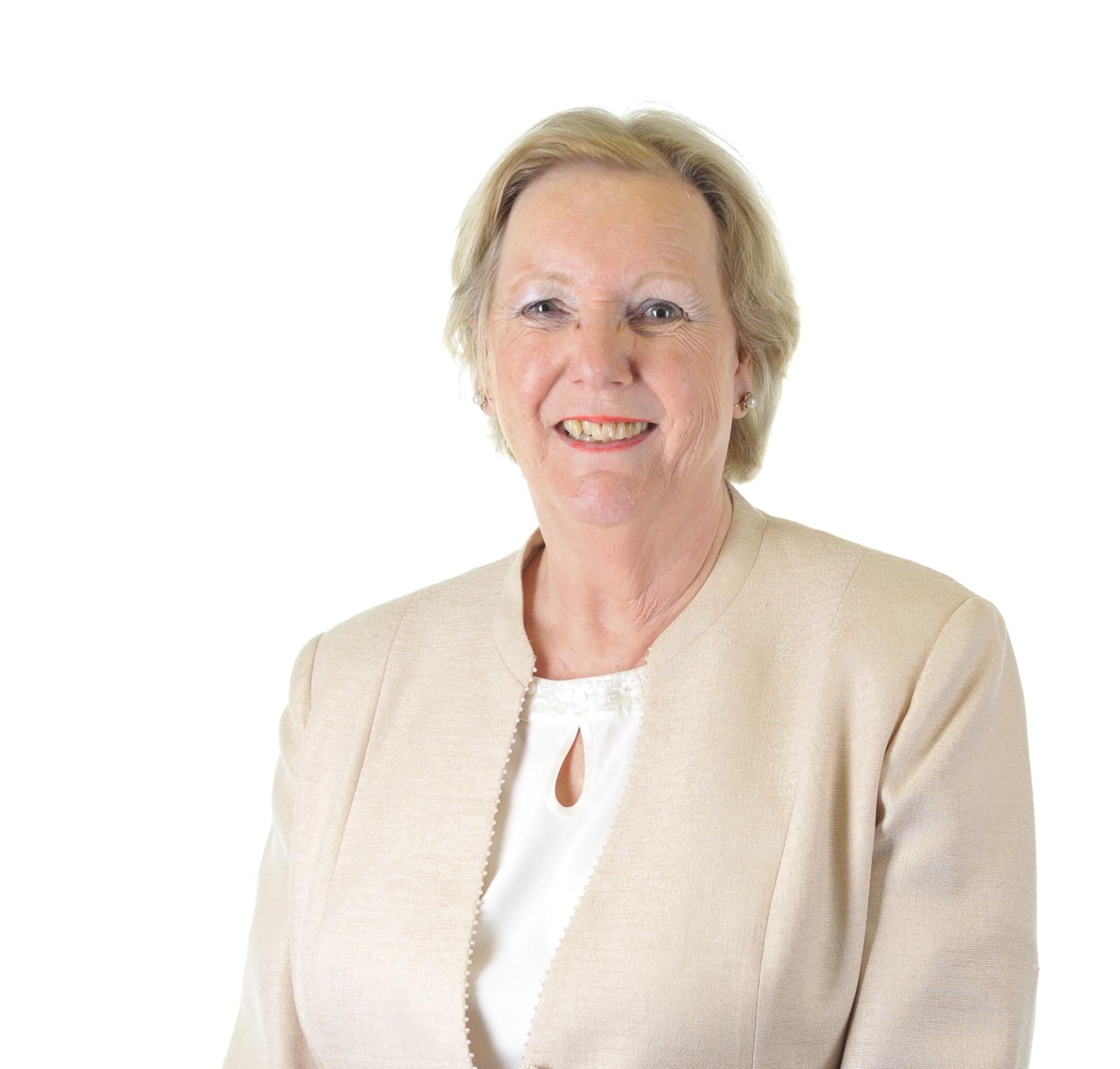
Joan Hanham, Baroness Hanham, 2012

Joan Brownlow Hanham, Baroness Hanham CBE (geborene Spark, * 23. September 1939; † 28. Januar 2025) war eine britische Politikerin der Conservative Party.

## Leben
Sie war seit 1964 mit dem Onkologen Iain William Fergusson Hanham († 2011) verheiratet.
Sie war ab 1989 Ratsvorsitzende des Borough Council des Royal Borough of Kensington and Chelsea. Sie war von 2000 bis 2007 Vorsitzende des St. Mary’s Hospital NHS Trust und des Westminster Primary Care Trust. Sie wurde 1984 als Freeman of the City of London und 1997 als Commander des Order of the British Empire ausgezeichnet.
Am 15. Juli 1999 wurde sie als Baroness Hanham, of Kensington in the Royal Borough of Kensington and Chelsea, zum Life Peer erhoben und wurde dadurch Mitglied des House of Lords. Im gleichen Jahr bewarb sie sich auch als Kandidatin für die Wahl zum Mayor of London, verlor aber gegen Steve Norris, der dann bei der Wahl am 4. Mai 2000 gegen Ken Livingstone unterlag. Unter Premierminister David Cameron amtierte sie von 2010 bis 2013 als Parlamentarische Unterstaatssekretärin im Department for Communities and Local Government. Am 22. Juli 2020 gab sie ihre Mitgliedschaft im House of Lords aus Altersgründen auf.
Sie starb am 28. Januar 2025 im Alter von 85 Jahren.